# (37683) Gustaveeiffel
1995 KK (asteroide 37683) é um asteroide da cintura principal. Possui uma excentricidade de 0.19600450 e uma inclinação de 3.79393º.
Este asteroide foi descoberto no dia 19 de maio de 1995 por Vincenzo Silvano Casulli em Colleverde.